# Poreuomena gladiator
Poreuomena gladiator är en insektsart som beskrevs av Bolívar, I. 1906. Poreuomena gladiator ingår i släktet Poreuomena och familjen vårtbitare. Inga underarter finns listade i Catalogue of Life.